# Stefan Weintraub
Stefan Weintraub (* 1897 in Breslau; † 10. September 1981 in Sydney), Spitzname „Steps“, war ein deutscher Jazzmusiker (Piano, Schlagzeug), Bandleader der Weintraubs Syncopators und australischer Mechaniker.

## Leben und Wirken
Weintraub begann 1913 nach dem Schulabschluss in seiner Heimatstadt Breslau eine Lehre im Pharmaziehandel und wurde 1916 zum Kriegsdienst eingezogen. Nach der Rückkehr aus dem Weltkrieg zog er nach Berlin, wo er in der Lebensmittelbranche arbeitete. Der Jazz, die neue amerikanische Tanzmusik, faszinierte ihn; Weintraub war als Pianist so talentiert, dass er Titel mühelos nachspielen konnte. Gemeinsam mit dem acht Jahre jüngeren Berliner Horst Graff, der Saxophon spielte und außerdem Organisationstalent besaß, gründete er die Tanzkapelle Stefan Weintraub, die bald den Namen Weintraubs Syncopators erhielt. 1924 trat die fünfköpfige Band das erste Mal auf.
Die Weintraubs Syncopators hatten solchen Erfolg, dass ihre Mitglieder Profi-Musiker wurden und die Band erweiterten. Unter den Mitgliedern war der Chemiestudent Ansco Bruinier, der Cellounterricht bekommen hatte, aber auch Trompete, Saxophon und Sousaphon spielte und neben dem Gesang das Kunstpfeifen beherrschte. Sein Bruder Franz S. Bruinier war der erste Komponist Bertolt Brechts. Als Pianist und Komponist wirkte Franz Bruinier bei musikalisch-literarischen Veranstaltungen mit, den so genannten MA (für „Montag Abend“), an denen er die Syncopators beteiligte. Hier lernte Friedrich Hollaender die Gruppe kennen und beteiligte sie an den von ihm betreuten Revuen, wobei er selbst den Klavierpart übernahm und Stefan Weintraub ans Schlagzeug wechselte. Schon 1927 trat daher die Band in Max Reinhardts Revuen „Was sie wollen“, „Hetärengespräche“, „Das bist du“, „Das spricht Bände“ und Bei uns um die Gedächtniskirche rum auf. Auf der großen Trommel stand als Bandname jetzt „Weintraubs Syncopators“.
An Weintraubs Syncopators faszinierte ihre musikalische und stilistische Vielseitigkeit zwischen Klassik-Parodie, lateinamerikanischen Tänzen, Wiener Walzern, französischen Kabarett-Chansons, Swing und Chicago-Jazz: Die einzelnen Musiker wechselten in einem Titel mehrere Instrumente; zwischen den Stücken wechselten sie zudem zum jeweiligen Thema passend die Kleidung. Sie unterhielten das Publikum auch dadurch, dass sie Tierstimmen imitierten, andere Instrumente, ungewöhnliche Gerätschaften wie etwa Küchenutensilien als Instrumente einsetzten oder aber zum Spielen ungewohnte Positionen einnahmen (z. B. auf dem Boden liegend). Theatralische, groteske und clowneske Elemente verbanden sie derart virtuos mit musikalischer Unterhaltung und Jazz, dass Weintraubs Syncopators bald als das begehrteste Bühnenschauorchester Berlins anerkannt war. In der Revue Bitte einsteigen traten sie als Begleiter und Mitspieler von Josephine Baker im Theater des Westens auf.
1928 kam es zu ersten Schallplattenaufnahmen. Die Band bestand damals aus Friedrich Hollaender (Klavier), Stefan Weintraub (Schlagzeug), Paul Aronovici (Trompete), John Kaiser (Posaune), Horst Graff (Klarinette, Altsaxophon), Freddy Wise (Tenorsaxophon, Basssaxophon und Klarinette), Cyril „Baby“ Schulvater (Banjo und Gitarre) und Ansco Bruinier (Trompete, Tuba und Bass). Stefan Weintraub hatte die Fähigkeiten eines Bandleaders und sorgte für den künstlerischen und den menschlichen Zusammenhalt zwischen den unterschiedlichen Musikern.
Die Syncopators waren auch am 6. September 1929 bei der skandalumwitterten Uraufführung des Stücks Der Kaufmann von Berlin von Walter Mehring an der Berliner Volksbühne beteiligt, zu dem Hanns Eisler die Musik geschrieben hatte. Sie traten auch in dem Film Der blaue Engel auf, den Joseph von Sternberg 1930 inszenierte. Die Jazzarrangements stammten von Franz Wachsmann, Hollaenders Nachfolger als Pianist der Gruppe. Hollaender holte die Band für einige Aufnahmen, bei denen sie als „Friedrich Hollaender und seine Jazzsymphoniker“ firmierte. Vermutlich waren die Syncopators auch an Aufnahmen von Peter Kreuder und Marlene Dietrich beteiligt. Ebenfalls 1930 waren sie zusammen mit Paul Morgan, Max Hansen und dem Tenor Carl Jöken in dem kabarettistischen Tonfilm Das Kabinett des Dr. Larifari unter der Regie von Robert Wohlmuth zu hören. 1933 spielten die Weintraubs Syncopators an der Seite von Hans Albers im UFA-Film Heut’ kommt’s drauf an. Das war der letzte von 20 Spielfilmen, an denen sie beteiligt waren, bevor sie als sogenannte „Nichtarier“ in Deutschland vom Auftrittsverbot betroffen waren.
Sie unternahmen ausgedehnte Auslandstourneen – sogar in die Sowjetunion (1935, 1936) und nach Japan (1937). Die Gruppe wollte nach Australien emigrieren. Mit einem lukrativen Vertrag trafen die Weintraubs Syncopators im Juli 1937 in Australien ein, wo im Oktober eine mehrmonatige Tournee begann. Das australische Publikum reagierte begeistert, aber die Musikergewerkschaft wehrte sich mit allen Mitteln gegen die erfolgreiche Gruppe – damals noch die international bekannteste deutsche Jazzformation.
Weintraub schrieb im Oktober 1937 an das Innenministerium in Canberra, er wolle sich in Australien niederlassen. Da ausländische Musiker in der Regel keine Arbeitsgenehmigung erhielten, erklärte Weintraub sich bereit, zu seinem alten Beruf zurückzukehren. Insgeheim hoffte er, weiter als Musiker auftreten zu dürfen. Tatsächlich engagierte im Dezember 1938 eines der elegantesten Restaurants Sydneys die Syncopators. Die Zahl ihrer Auftritte sank wieder, da die Gewerkschaft dafür sorgte, dass zusätzlich eine einheimische Gruppe engagiert wurde. Nach Kriegsausbruch folgten weitere Einschränkungen: Mitglieder der Gruppe wurden im Juni 1940 wegen ihrer deutschen Staatsbürgerschaft als „feindliche Ausländer“ interniert. Als verdächtig galt, dass Weintraub im Ersten Weltkrieg als Soldat gekämpft und das Eiserne Kreuz erhalten hatte. Im September 1941 wurde Weintraub endlich aus dem Internierungslager entlassen. Mitglieder einer australischen Band kritisierten seine „vorzeitige Entlassung“ und sorgten zusammen mit der Spitze der Musikergewerkschaft dafür, dass er keinerlei Auftrittsmöglichkeiten erhielt.
Weintraub arbeitete nun als Mechaniker in Sydney. Erst im Oktober 1945 erhielt er die australische Staatsbürgerschaft. Nur noch nebenbei konnte er musizieren. In der Emigrantenszene von Sydney sah man ihn regelmäßig bei deutschsprachigen Aufführungen, bei Revuen und Bunten Abenden des Kleinen Wiener Theaters, wo er Klavier oder Schlagzeug spielte. Bereitwillig und bescheiden stellte er sich hier für alle musikalischen Aufgaben zur Verfügung.

## Verfilmung
Jörg Süßenbach und Klaus Sander haben mit ihrem Film „Weintraubs Syncopators. Bis ans Ende der Welt“ (Cine Impuls 2000, Berlin) im Jahre 2000 der fast vergessenen Band Weintraubs ein Denkmal gesetzt.

## Notizen
1. ↑  Aronovici, * 1906 in Jassy, Rumänien – 15. August 1966 in Miami. Biographie im LexM

| Personendaten    | Personendaten                                      |
| ---------------- | -------------------------------------------------- |
| NAME             | Weintraub, Stefan                                  |
| ALTERNATIVNAMEN  | Steps (Spitzname)                                  |
| KURZBESCHREIBUNG | deutscher Jazzmusiker und australischer Mechaniker |
| GEBURTSDATUM     | 1897                                               |
| GEBURTSORT       | Breslau                                            |
| STERBEDATUM      | 10. September 1981                                 |
| STERBEORT        | Sydney, New South Wales, Australien                |